# Escudo de Nueva Zelanda
El escudo de armas de Nueva Zelanda se remonta al año 1911 aunque fue objeto de algunas pequeñas alteraciones en 1956. Hasta 1911 se había empleado el escudo de armas del Reino Unido que es el de sus monarcas y que ha influido en el diseño del neozelandés.
Su descripción heráldica o blasonamiento es la siguiente:

Escudo cortado y terciado en palo, en el primero, de azur, cuatro estrellas de cinco puntas de gules bordeadas de plata, distribuidas de arriba abajo, una, dos y una que es la Cruz del Sur; en el segundo, de gules, un vellocino de oro; en el tercero, de gules,  un manojo de trigo de oro cordado de lo mismo; en el cuarto, de azur, dos martillos de oro enmangados de lo mismo y puestos en souter; sobre el todo, terciado en palo de plata, tres navíos de sable, arbolados, aparejados y remados de lo mismo puestos en palo.
Al timbre la Corona de San Eduardo, que es la corona real británica.
Por tenantes, una mujer ”pakeha” vestida de plata teniendo una bandera neozelandesa y un guerrero maorí vestido de oro, de sable y de gules, teniendo una lanza en su color, emplumada de plata. Por divisa, en una lista de plata y cargada de “New Zealand” de azur sobre hojas de helecho de sínople.

El escudo neozelandés es un cuartelado, se encuentra dividido en cuatro partes; y está terciado en palo, cuenta con una quinta división en posición vertical que está situada en su parte central. 
- En el primer cuartel, en un campo de azur (azul heráldico), aparece representada la constelación de la Cruz del Sur con cuatro estrellas de cinco puntas de gules (rojo heráldico) bordeadas de plata (blanco o gris heráldico). La constelación de la Cruz del Sur, uno de los símbolos de Nueva Zelanda, también aparece representada en la bandera nacional.
- En el segundo cuartel, de gules, un vellocino  de oro (amarillo heráldico), empleado como símbolo de la ganadería.
- En el tercero, en un campo de gules, figura un manojo de trigo, de oro, símbolo de la agricultura.
- En el cuarto, de azur, aparecen representados dos martillos, símbolos de la minería y la industria.
- En la división vertical situada en el centro, un campo de plata, se encuentran colocados en palo (verticalmente) tres barcos de sable (negro heráldico), como símbolo de la importancia para el país del comercio marítimo y del origen ultramarino de parte de su población.

El escudo aparece timbrado con la Corona de San Eduardo, la corona real que pertenece al monarca británico que lo es también de Nueva Zelanda.
Los tenantes que sujetan el blasón representan las figuras de Zealandia, una mujer de rasgos europeos, “pakeha”; y a un jefe guerrero maorí. La mujer simboliza a la población que desciende de la emigración, fundamentalmente británica, y aparece portando la bandera nacional. El guerrero maorí, armado con una lanza, representa a la población de origen autóctono.
Al pie se añade al conjunto una cinta con el nombre en lengua inglesa del país sobre dos hojas de helecho plateado.
Las particiones y figuras del escudo de armas propiamente dicho aparecen en el estandarte personal que usa el monarca británico como jefe de Estado de Nueva Zelanda.